# Aeonics – An Anthology
Aeonics – An Anthology – kompilacja szwajcarskiego zespołu Samael wydana 26 lutego 2007 r. przez wytwórnię Century Media z okazji 20-lecia istnienia zespołu. Zawiera utwory ze wszystkich płyt poprzedzających album Solar Soul.

## Lista utworów
1. "Exodus" – 3:45
2. "Black Trip" – 3:18
3. "Rebellion" – 3:26
4. "Baphomet's Throne" – 3:30
5. "Telepath" – 3:34
6. "Together" – 4:24
7. "Supra Karma" – 4:29
8. "Jupiterian Vibe" – 3:23
9. "Rain" – 4:00
10. "The Cross" – 3:16
11. "After the Sepulture" – 4:28
12. "On Earth" – 4:00
13. "Moonskin" – 3:57
14. "Worship Him" – 6:29
15. "Ceremony of Opposites" – 4:35
16. "Blood Ritual" – 3:24
17. "Into the Pentagram" – 6:44
18. "Koh-I-Noor" – 5:26
19. "Reading Mind" – 3:23

- "Telepath" i "On Earth" pochodzą z albumu Reign of Light.
- "Together", "Supra Karma" i "The Cross" pochodzą z albumu Eternal.
- "Exodus" pochodzi z EP Exodus.
- "Jupiterian Vibe", "Rain" i "Moonskin" pochodzą z albumu Passage.
- "Rebellion" pochodzi z EP Rebellion.
- "Black Trip", "Baphomet's Throne" i "Ceremony of Opposites" pochodzą z albumu Ceremony of Opposites.
- "After the Sepulture" i "Blood Ritual" pochodzą z albumu Blood Ritual.
- "Worship Him" i "Into the Pentagram" pochodzą z albumu Worship Him.
- "Koh-I-Noor" i "Reading Mind" pochodzą z albumu Era One & Lesson in Magic#1.